# Hysterocrates ederi
Hysterocrates ederi är en spindelart som beskrevs av Toussaint de Charpentier 1995. Hysterocrates ederi ingår i släktet Hysterocrates och familjen fågelspindlar. Inga underarter finns listade i Catalogue of Life.